# Jin Long (cyclisme)
Pour l’article homonyme, voir Jin Long (snooker).
Dans ce nom, le nom de famille, Jin, précède le nom personnel.
Jin Long (chinois : 金龙 ; pinyin : Jīn Lóng), né le 23 octobre 1983, est un coureur cycliste chinois, professionnel au sein de l'équipe Skil-Shimano de 2006 à 2010. Il est actuellement directeur sportif de l'équipe Hong Kong China
HKSI.

## Biographie
En 2009, il est devenu le premier Chinois à courir Paris-Roubaix. Il avait couru auparavant Gand-Wevelgem en 2007.

## Palmarès
Jin Long ne compte aucune victoire.